# The Surfaris
The Surfaris foram uma banda americana de surf music formada em Glendora, Califórnia em 1962. Eles são mais conhecidos por duas canções que fizeram sucesso nas paradas musicais da região de Los Angeles, e nacionalmente em Maio de 1963: "Surfer Joe" no Lado A e "Wipe Out" no Lado B de um single de 45 RPM.

## Discografia

### Álbuns
- 1963: Wipe Out  (Dot 3535)
- 1963: The Surfaris Play  (Decca 4470)
- 1964: Hit City '64 (Decca 4487)
- 1964: Fun City USA (Decca 4560)
- 1965: Hit City '65 (Decca 4614)
- 1965: It Ain't Me, Babe (Decca 4683)
- 1994: Surf Party - The Best of The Surfaris Live (GNP Crescendo 2239)
- 2005: Wipe Out

### Singles
- 1963 "Wipe Out" / "Surfer Joe" (Dot 16479)
- 1963 "Point Panic" / "Waikiki Run"
- 1963 "Wipe Out" / "I'm a Hog for You"
- 1964 "Murphy the Surfie" / "Go Go Go for Louie's Place"

### Coletâneas
- 1973: Yesterday's Pop Scene
- 1973: Wipe Out, Surfer Joe & Other Great Hits
- 1976: Surfers Rule
- 1977: Gone with the Wave
- 1982: The History of Surf Music
- 1989: Surfin Hits
- 1994: Wipe Out! The Best Of
- 1994: Surf Party!: The Best of the Surfaris Live!
- 1995: Pulp Rock Instros - Vol. 1
- 1995: Surfaris Stomp
- 1996: Cowabunga! Surf-Box
- 1996: Teen Beat - Vol. 3
- 1996: Let's Go Trippin'
- 1996: Surf Crazy
- 1997: Guitar Heroes
- 1997: Hot Rod - Big Boss Instrumentals
- 1997: Kahuna Classics
- 1998: Hard Rock Records - Surf
- 1998: Surf! Sand! Sun!
- 1998: Wipe Out
- 1999: Surfers Rule / Gone with the Wave
- 2000: Water Logged
- 2000: Teen Beat - Vol. 5
- 2003: Lost Legends Of Surf Guitar - Vol. 02
- 2003: Basic Tracks w/ Jim Fuller
- 2005: Wipe Out, Surfer Joe and Other Great Hits
- 2006: Street Party w/ Jim Fuller